# Saint Albert
Saint Albert (57.719 ab. nel 2006) è una città del Canada.
Si trova nella provincia dell'Alberta, a nord-ovest di Edmonton, lungo il fiume Sturgeon.
La continua espansione della vicina Edmonton l'ha inglobata nella cintura urbana.
Venne fondata nel 1861 dal sacerdote dei missionari oblati di Maria Immacolata Albert Lacombe e dalla comunità cattolica francofona proveniente dal Canada Orientale.
Fu sede vescovile cattolica dal 1871, ma la sede della diocesi di Saint Albert fu trasferita nel 1912 per divenire l'arcidiocesi di Edmonton.

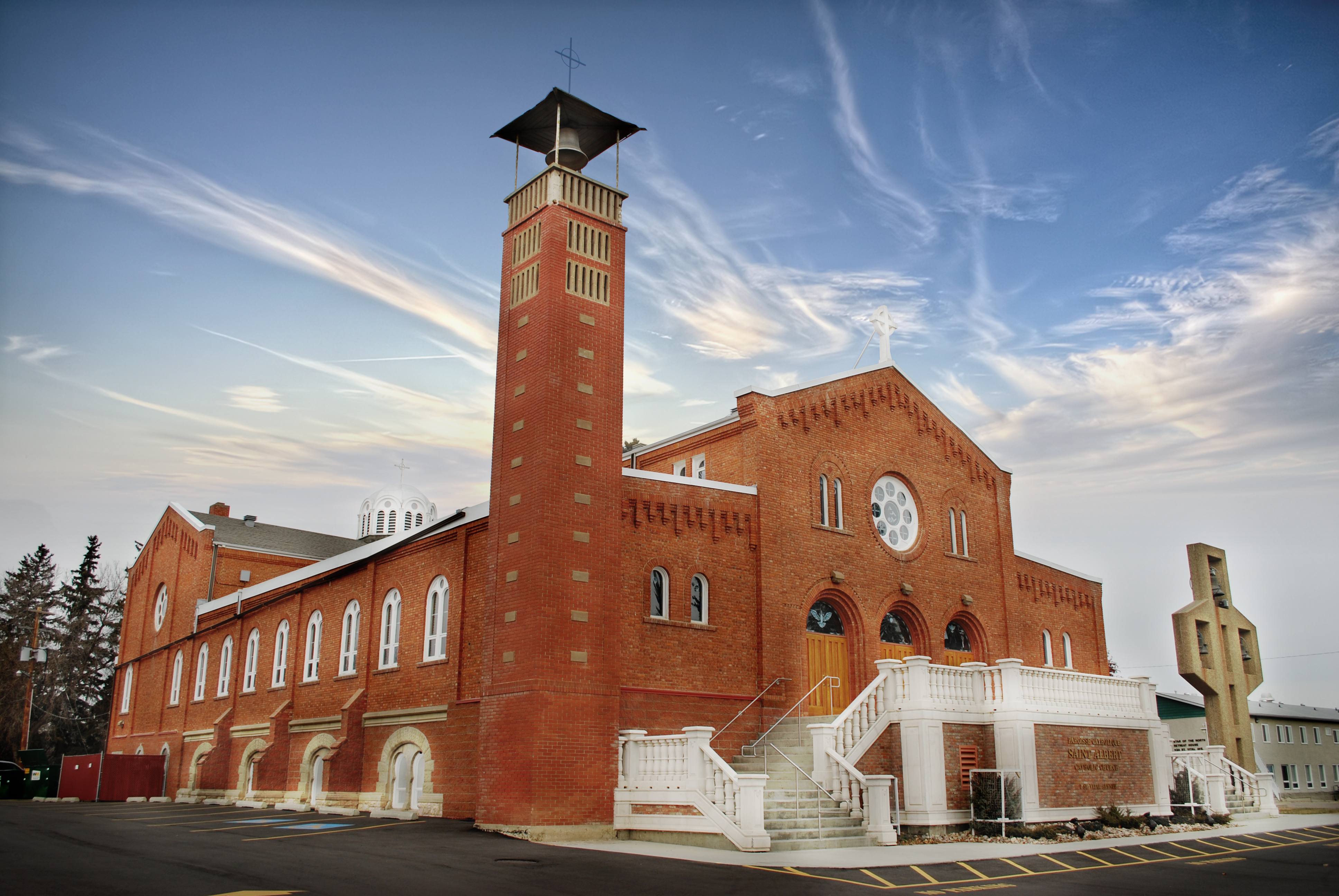
La parrocchia di Saint Albert, nei pressi della quale fu eretta la missione cattolica di Saint Albert nel 1861